# Medipedia
Medipedia（メディペディア）は医学、歯学分野におけるフリーの百科事典である。ウィキペディアをヒントとして、MVCメディカルベンチャー会議が2006年にサービスを開始したウェブ上のサービスである。執筆が可能なのは医師、歯科医師、医学生、歯学生といった専門家で、会員登録が必要となる。それ以外の者は閲覧しかできない。執筆者を絞ることで、記事の品質を管理しようという考え方である。
投稿された記事の著作権はMVCメディカルベンチャー会議に帰属し、オープンコンテントではあるがフリーコンテントではない。
また、かつてはウィキソフトウェアにウィキペディアと同じMediaWikiを採用しており、マークアップも共通であったが、現在は独自の編集システムに移行している。